# Форд (окръг, Канзас)
Вижте пояснителната страница за други значения на Форд.
Окръг Форд (на английски: Ford County) е окръг в щата Канзас, Съединени американски щати. Площта му е 2846 km², а населението - 33 783 души. Административен център е град Додж Сити.